# Алжирські жінки
«Алжирські жінки» (фр. Les Femmes d'Alger) — серія з 15 картин і малюнків іспанського художника Пабло Пікассо. Її створення було натхненне полотном 1834 р. французького живописця Ежена Делакруа Алжирські жінки у своїх покоях (фр. Femmes d'Alger dans leur appartement). Серія є частиною низки робіт Пікассо, присвячених творчості художників, якими він захоплювався.
Вся серія Алжирських жінок була придбана Віктором і Саллі Ганцями з Галереї Луїзи Леріс в Парижі за 212 500 $ у червні 1956 10 картин і малюнків із серії пізніше були продані Галереї Сайденберг, Ганці зберегли за собою версії «C», "H ", «K», «M» та «O». Нині картини та малюнки серії зберігаються у різних музеях та приватних колекціях.

## Історія

Ежен Делакруа, Алжирські жінки у своїх покоях, 1834. Полотно, олія. 180 × 229 див. Лувр, Париж.

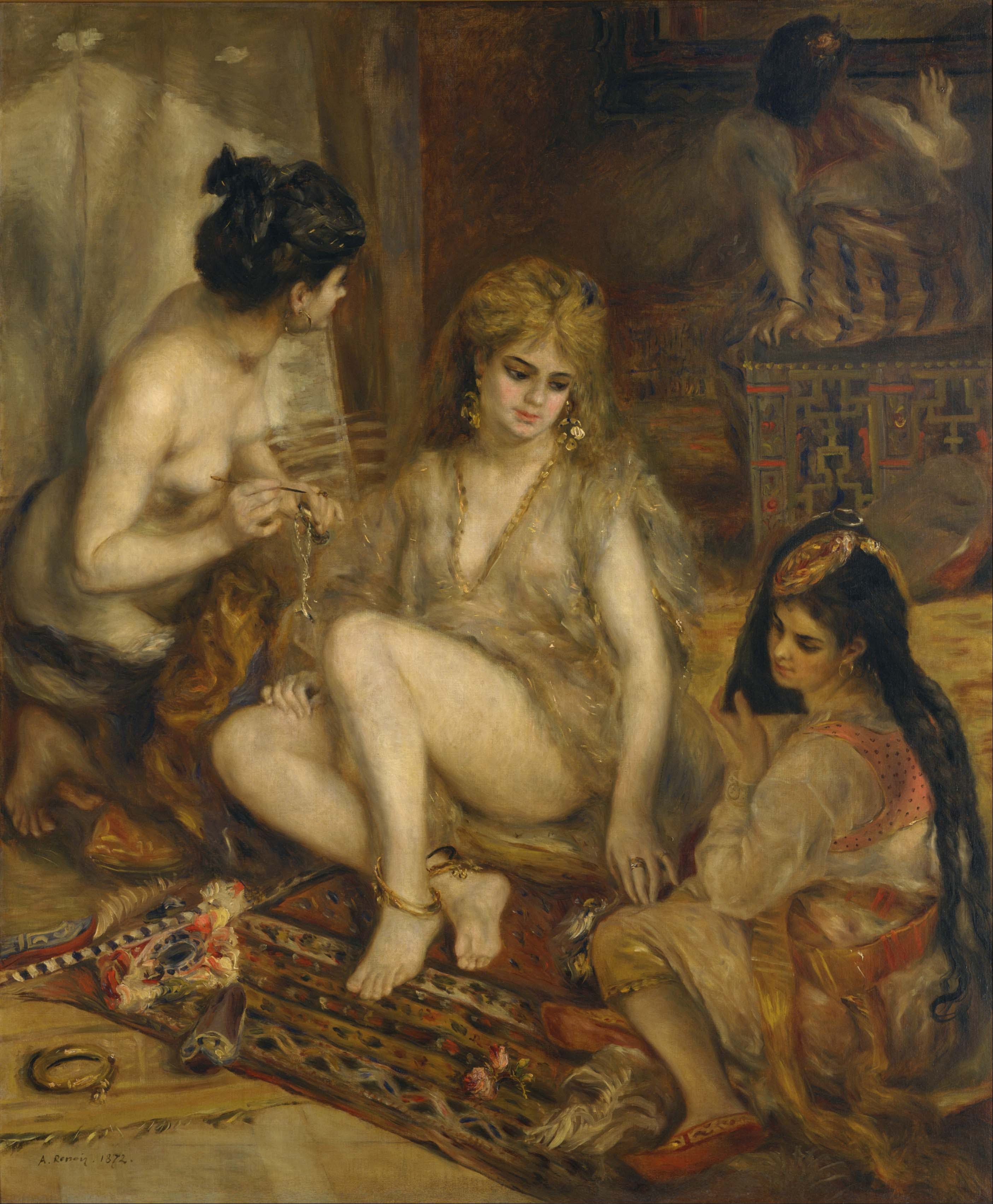
П'єр Огюст Ренуар, Парижанки в алжирських костюмах (Гарем), 1872. Полотно, олія. 156 × 129 див. Національний музей західного мистецтва, Токіо. Також були надихнуті полотном Делакруа.

У грудні 1954 року Пікассо почав створювати серію вільних варіацій на картину Делакруа Алжирські жінки у своїх покоях. Пікассо взявся за першу версію із серії через 6 тижнів після смерті Анрі Матісса, його друга і в той же час суперника в мистецтві протягом довгого часу. Таким чином, «східний» мотив цієї серії має не менш тісні асоціації із творчістю Матісса, ніж із Делакруа. Матіс відомий зображеннями важких, чуттєвих жінок, одалісок (французьке слово позначення жінок з гарему турецького султана). Пікассо жартував із цього приводу: «Коли Матісс помер, він залишив своїх одалісок мені у спадок». Жаклін Рок, тодішня кохана Пікассо, дуже часто зображалася ним в образі одаліски в 1955—1956. Крім того, була помічена разюча схожість профілю Жаклін з однією з мавританок, що сидять на полотні Делакруа.
У 1955 році Пікассо купує в Каннах віллу Каліфорнія. Цю покупку Пікассо так пояснював своєму біографу П'єру Де: «Я так багато думав про Алжирських жінок, що купив Каліфорнію».
Одним із перших, хто відзначив повернення Пікассо до колишніх вершин у його творчості в «Алжирських жінках», був британський мистецтвознавець і колекціонер Дуглас Купер, який у липні 1955 року відвідав віллу Каліфорнія. Він із захопленням писав про побачене там Альфреду Барру у квітні 1956 року.

## Знамениті версії

### «Версія C»
«Версія C» була продана в 1988 році, невдовзі після смерті Віктора Ганца.

### «Версія H»
«Версія H» була написана 24 січня 1955 року. Продано за 7,15 мільйона доларів у листопаді 1997 року як частина колекції Ганца на аукціоні Christie's в Нью-Йорку. Нині вона зберігається в колекції Джузеппе Нахмада, у Швейцарії.

### «Версія J»
Версія J була продана на аукціоні Sotheby's в Лондоні в 2006 році за 18,6 мільйона доларів. Нині належить колекції Хеллі Нахмада.

### «Версія K»
«Версія K» була продана за 6,6 мільйона доларів у листопаді 1997 року як частина колекції Ганца на аукціоні Christie's в Нью-Йорку.

### «Версія L»
«Версія L» була придбана берлінським Музеєм Берггрюна в 2011 році за 11,4 мільйона доларів.

### «Версія M»
«Версія M» була продана за 10 мільйонів доларів у листопаді 1997 року як частина колекції Ганца на аукціоні Christie's в Нью-Йорку.

### «Версія N»
«Версія N» зберігається в художньому музеї Університету Вашингтона в Сент-Луїсі, будучи придбаною Фондом Стейнберга в 1960 році для університету.

### «Версія O»
«Версія O», остання і найзнаменитіша з картин серії, була написана в 1955.
Картина була продана за 31,9 мільйона доларів у листопаді 1997 року як частина колекції Ганца на аукціоні Christie's у Нью-Йорку. «Версія O» була куплена британським арт-дилером Ліббі Хоуї для саудівського колекціонера, який жив у Лондоні і побажав залишитися невідомим.
Вдруге «Версія O» була виставлена на аукціоні Christie's в Нью-Йорку в травні 2015 року. Передпродажна оцінка картини склала 140 мільйонів$. При цьому, Три начерки до портрета Люсьєна Фрейда Френсіса Бекона, продані в 2013 році і тримали рекордну для відкритих аукціонів ціну в 142,4 мільйона $, мали стартову ціну в 85 мільйонів $. Було очевидно, що «Алжирські жінки» перевершать цей рекорд. У результаті картина була продана за 179,4 мільйона доларів. Таку суму за неї виклав колишній прем'єр-міністр Катару Хамад бен Джасім бен Джабер Аль Тані.